# ایبه پاسنیه
ایبه پاسنیه (دانمارکی: Ebbe Parsner؛ ۶ ژوئن ۱۹۲۲ – ۲۴ اکتبر ۲۰۱۳) قایقران روئینگ اهل دانمارک بود.
وی در مسابقات کشوری و بین‌المللی در مجموع برندهٔ ۲ مدال طلا، ۱ مدال نقره شده‌است.